# لایل واگنر
لایل وسلی واگنر (Lyle Wesley Waggoner؛ ۱۳ آوریل ۱۹۳۵ – ۱۷ مارس ۲۰۲۰) بازیگر، مجسمه‌ساز، مجری و مدل آمریکایی بود که به‌خاطر کارش در فیلم کارول برنت شو شناخته می‌شود. در نمایش، از ۱۹۶۷ تا ۱۹۷۴ و برای بازی در نقش استیو ترور و استیو ترور جونیور در سریال واندر وومن از ۱۹۷۵ تا ۱۹۷۹ بود.